# Biatorbágy
Biatorbágy (németül: Wiehall-Kleinturwall) város Pest vármegyében, a Budakeszi járásban, a budapesti agglomerációban. 1966-ban Bia (németül: Wiehall) és Torbágy (németül: Kleinturwall) egyesítésével jött létre.

## Fekvése

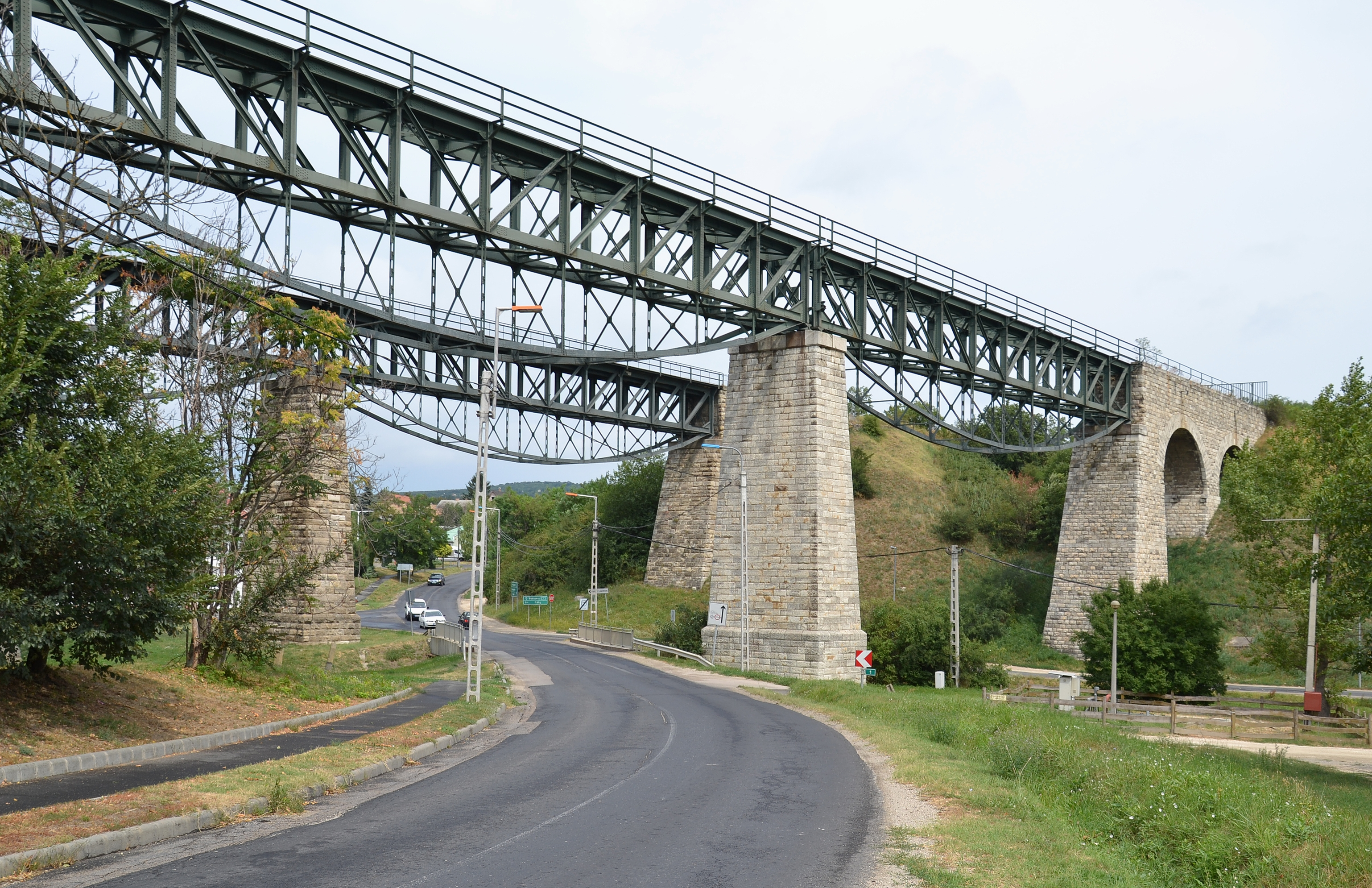
A biatorbágyi vasúti viadukt

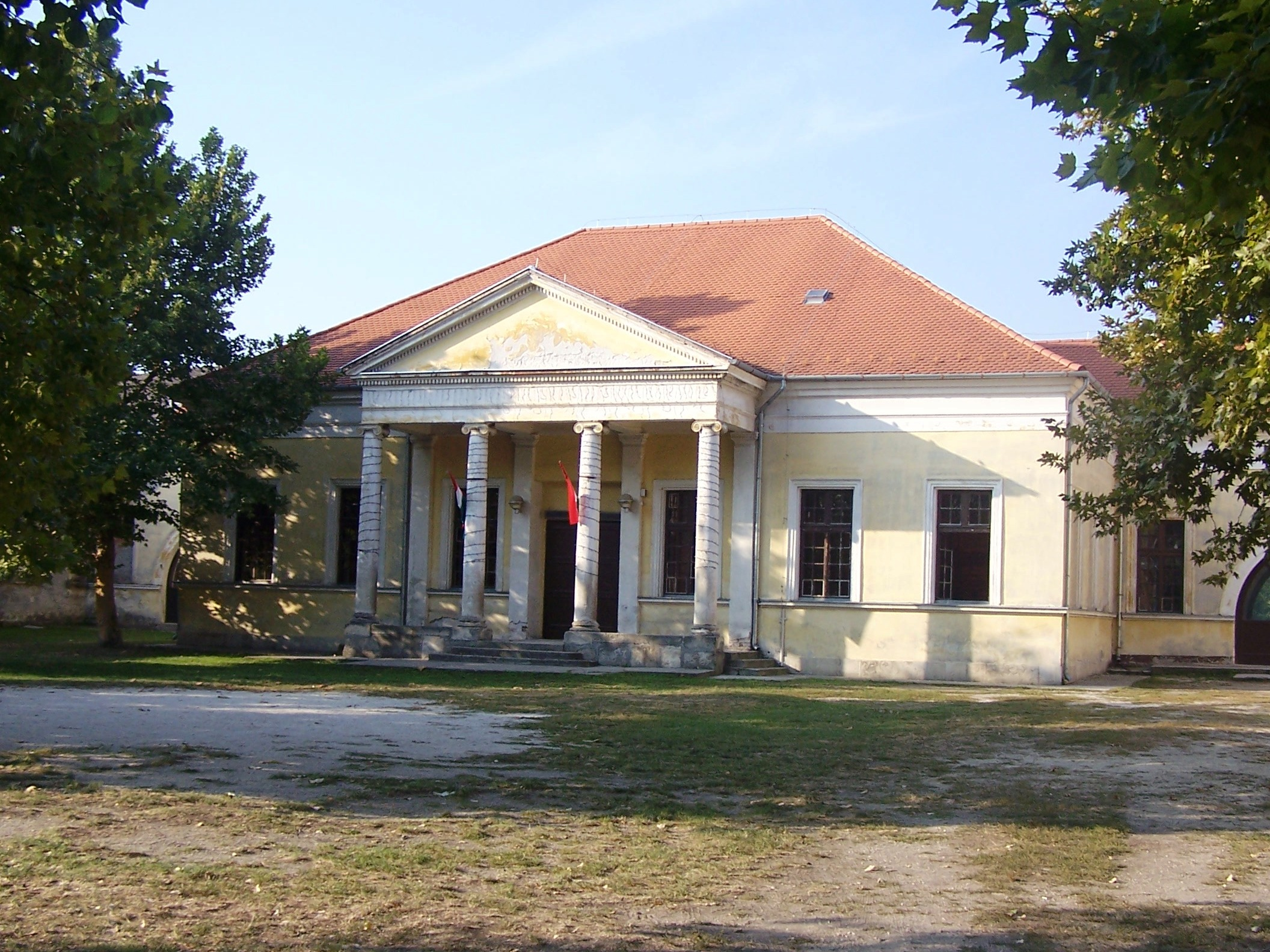
Sándor-Metternich-kastély

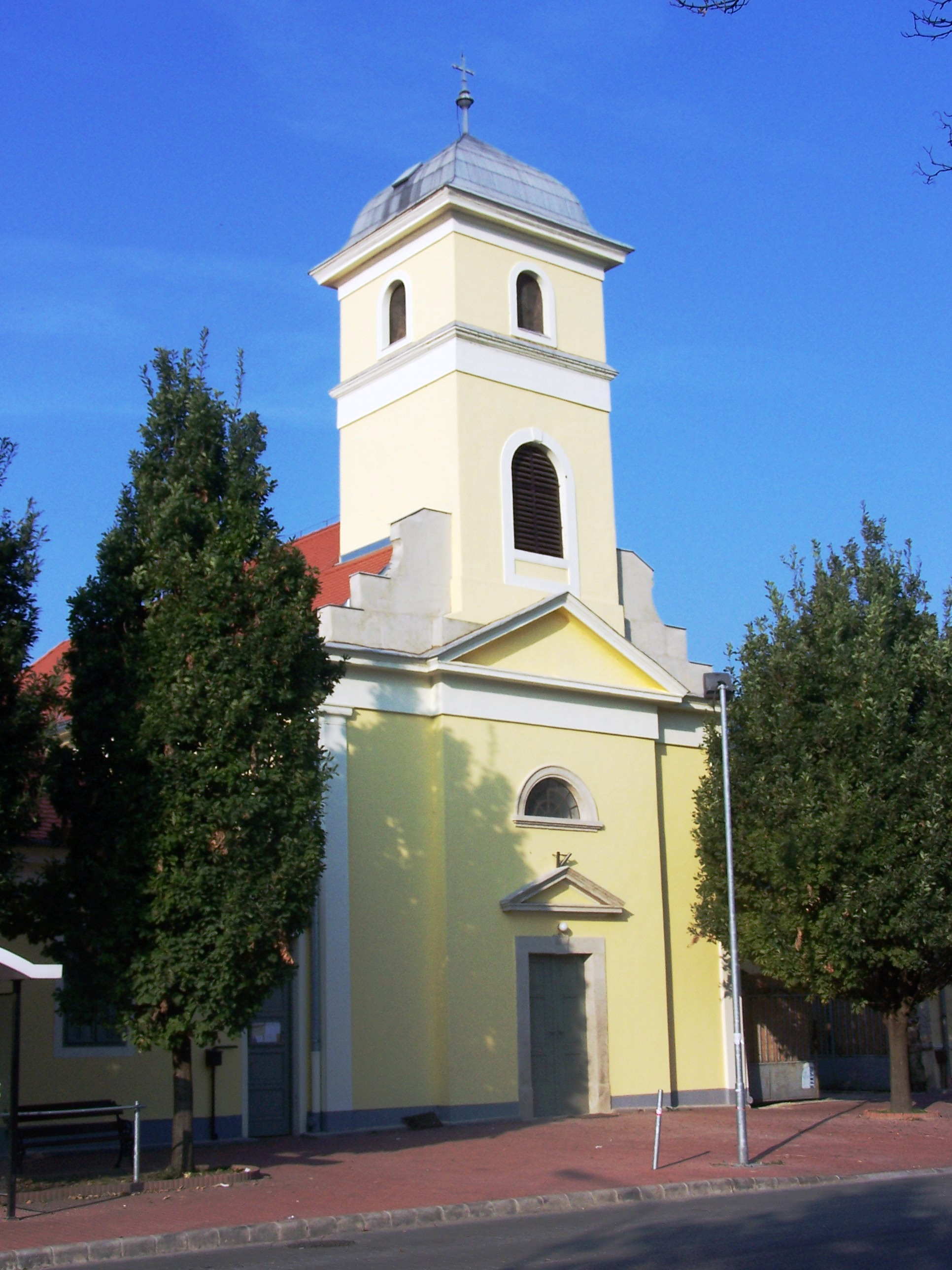
Szent Anna-templom, Bia

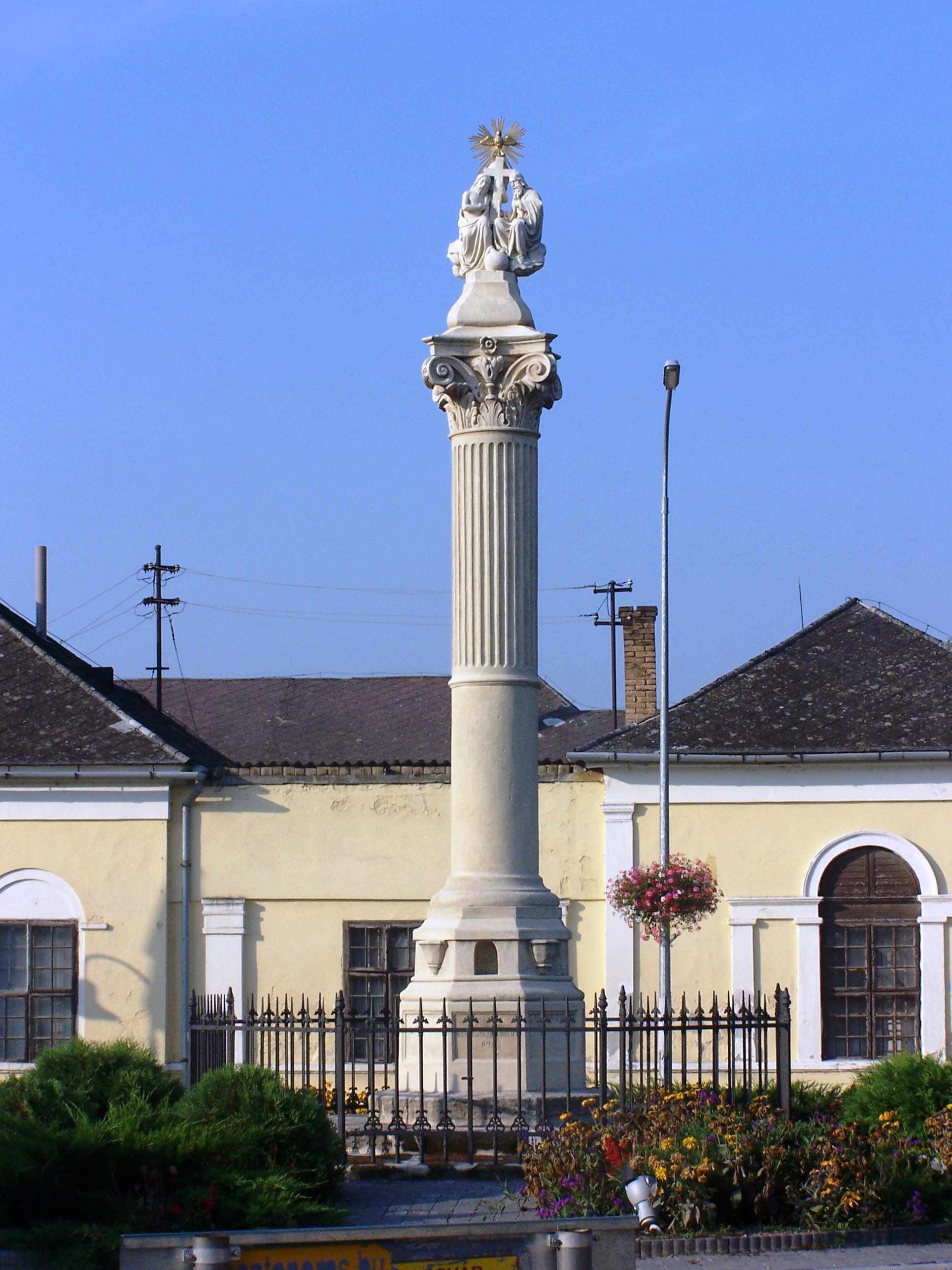
A Szentháromság-oszlop a biai körforgalom közepén

Biatorbágy Pest vármegye nyugati, dunántúli részén fekszik. A Zsámbéki-medence legnépesebb települése. Északnyugati irányban a Budai-hegység, délkeletről a Tétényi-fennsíkhoz kapcsolódó Érd-Sóskúti-fennsík övezi, délnyugat felől pedig az Etyeki-dombság határolja. A város keleti, ipari negyede a Budaörsi-medencébe nyúlik át. Legmagasabb pontja a 334 méter magas Iharos-hegy. Két fő településrésze, Bia és Torbágy korábban önálló települések voltak; mára ugyan már nagyrészt összenőttek, de a két egykori településközpont jelenleg is jól elkülöníthető.
Északnyugatról Herceghalom határolja, amely 1984-ig hozzá tartozott; további szomszédai északról Páty, északkeletről Budakeszi, keletről Budaörs, délkeletről Törökbálint és Érd, délről Sóskút, nyugatról pedig a Fejér vármegyei Etyek.
A Sóskúti út mellett található az Országház kőfejtő, amelyből a parlament építőanyagát bányászták. Megközelíthető az Akácos utca végétől. A közelben található a Nyakas-kő is, amely kedvelt turisztikai célpont.

## Közlekedés
Központján a 8101-es út halad végig, amelyből Sóskút–Érd felé a 8104-es út ágazik ki; Etyekkel és Alcsútdobozzal a 8106-os út, Páttyal a 81 106-os út kapcsolja össze.
A hazai vasútvonalak közül Budapest–Hegyeshalom–Rajka-vasútvonal halad át a településen. Az 1884. július 15-én átadott Újszőny-Kelenföld vasútvonal még Bia és Torbágy között haladt el, völgyhíddal keresztezve a Füzes-patakot. 1975-1977 között a korábban kanyargós, szinte minden falun átvezető vasút nyomvonala korrigálták. Ahol a terepviszonyok engedték a kanyargós részek átvágásával, nagyobb ívsugarú ívekkel és minél több egyenes szakasz beépítésével gyorsították. Biatorbágy vasútállomás 1977 óta a település északi szélén helyezkedik el. A két viadukton 1979-ben szűnt meg a forgalom. 
Autóbusszal megközelíthető a 760-as, 762-es, 763-as, 767-es, 782-es és 1253-as járatokkal.

## Városrészek
Biatorbágy belterületén a biai és torbágyi városközpont között, a felhagyott régi vasúti nyomvonal mentén épült ki a város új központja az önkormányzat épületével, a régi állomás épületében berendezett faluházzal és könyvtárral, a művelődési központtal, a piaccal és a szakorvosi rendelővel (egészségház). A település keleti részéin található belterületi településrészek: Füzes, Iharos és Szarvasugrás. A település nyugati szélén (a Kinizsi, Hársfa és Kamilla utcáktól nyugatra) jelenleg intenzíven beépülő, fejlesztés alatti terület található (nyugati lakóterület). A település legkeletibb részén, az M1-es és M0-s autópályák által közrezárt területen helyezkedik el a Tópark nevű kivitelezés alatt álló ingatlanfejlesztés, amely részben lakó, részben irodai funkciókat lát el. A település népszerű külterületi üdülőövezetei az M1-es autópályától északra található Katalinhegy és a településtől délre, a Benta-patak völgyében található Pecató. A települést keletről határoló erdős, dombos külterületi részeken található Szarvashegy, a Kutyahegy, az Öreghegy és Ürgehegy. További, mezőgazdasági jellegű külterületi településrészek Alsómajor, Biatorbágyitanyák, Erdészlak, Halászházak, Kálváriadűlő és Kőbánya. A vasútvonal és az M1-es autópálya közötti területen (Rozália park), valamint a Budaörs felé eső külterületi részeken (Vendel park) az 1-es főút mindkét oldalán jelentős szolgáltatóipari, kereskedelmi és logisztikai központok, valamint Budaörs határában a 2004-ben megnyitott Premier Outlet bevásárlóközpont kapott helyet.
Mindkét anyatelepülés, Bia és Torbágy központja is utcás jellegű, csupán legrégebbi részeik halmazosak (Torbágy: csillag utca). Az újabban kiépült lakóparkok kertvárosi jellegzetességeket is mutatnak.

## Története
Biatorbágy az őskor óta lakott terület. Bronzkori földvármaradványokat találtak Bián, a Pap-réti dűlőben. Ugyancsak Bián honfoglalás kori településmaradványokra is bukkantak.
Bia legkorábbi írásos említésére 1192-ből van adatunk: a Torbágyerdő alatti Biuai szerepel egy birtokösszeírásban.
A török hódoltság idején Bia és Torbágy fokozatosan elnéptelenedett. A török kiűzése után Biára többségében magyar családok települtek vissza, de nem az eredeti faluba (református temető környéke), hanem mellette építették újjá a falut. (A mai Nagy utca, Rákóczi utca, Tópart utca és környéke.) A magyarokon kívül más nemzetiségűek a környékbeli falvakból költöztek ide. Míg Bia magyar faluként élt tovább, Torbágyot német nemzetiségűekkel telepítették be.
1712-től Bia a Farkas és Hochenberg család tulajdona volt fele-fele arányban. 1739-ben a nagy pestisjárványban a falu lakóinak fele meghalt. Bia földbirtokosai a helyükre német családokat telepítettek be. Közben 1768-ban tulajdonosváltás történt. Az új tulajdonos, báró Sándor Antal ellen fellázadtak a jobbágyok. Bia egy másik része a 18–19. században a Szily család tulajdona volt.
Az 1780-as években több malmot telepítettek a biai Szelíd-tó mellé, és ezekben az években történt a patakok szabályozása is. 1811-ben gróf Sándor Vince és Szily József lecsapoltatta a Szelíd-tavat. Ugyanezen év szeptember 16-án az osztrák dragonyosok felgyújtották a falut, aminek következtében leégett a református paplak (az egyházközség anyakönyvei is elpusztultak), valamint 32 ház is porig égett.
Az 1856-os összeíráskor Bián 1600 magyar lakost írtak össze, 1870-ben pedig 1039 katolikus, 930 református és 36 izraelita lakost tartottak számon.
1870-ben megépült az új biai református templom. Ebben az időszakban élte virágkorát a gróf Sándor Móric tulajdonában lévő földbirtok. Az emeletes kastélyban működött az uradalmi igazgatóság. Az uradalom a környék legkorszerűbb birtokai közé tartozott. A gróf Sándor család birtoka ezután leányági öröklés útján a herceg Metternich családhoz került. A Szily birtok ugyanakkor a Fáy család tulajdona lett, akik igen szép uradalmat hoztak létre több gazdasági épülettel.
1884-ben megépítették az első vasúti vágányt és az első torbágyi viaduktot. 1898-ban megépült a második pálya és a következő viadukt. A vasút megépítésével a két település folyamatosan terjeszkedett a vasútvonal felé. Bia 1886-tól a Pilisi alsó járás székhelye volt, amit 1898-tól Biai járásra neveztek át. Olyan települések is ide tartoztak, mint Budafok és Budatétény. A Biai járást végül 1934-ben szüntették meg.
1924. június 13-án Magyarország eddig ismert legnagyobb tornádója (néhány más környékbeli település mellett) Bián és Torbágyon végzett hatalmas pusztítást, majd egy másik katasztrófa, a torbágyi merénylet Torbágyot tette országos hírűvé. 1931. szeptember 13-án Matuska Szilveszter felrobbantotta az egyik sínszálat a viadukton a Budapest-Bécs vonalon közlekedő gyorsvonat alatt, amely kisiklott, majd a gőzmozdony és első kocsijai a mélybe zuhantak. A robbantás 22 halálos áldozatot követelt. A merénylet ürügyén kezdődött meg az 1930-as évek politikai leszámolása az illegális kommunistákkal.
A két községet először 1950-ben egyesítették. Az 1956-os forradalomból a biatorbágyiak is kivették részüket. Több száz oldalnyi irat, számos érdekes dokumentum került elő 2006 szeptemberében a Pest Megyei Levéltárból, melyek újabb adalékokkal szolgálnak a forradalom itteni eseményeivel kapcsolatban. 1958-ban Bia és Torbágy különváltak, 1966-ban azonban ismét egyesültek.
Az Érd-Sóskúti-fennsík legmagasabb kiemelkedésén, a 334 méter magas Iharoson 1978-ban légvédelmi rakétabázis épült (MN5818 hivójel: Holdfény), mely Budapest védőgyűrűjének része volt; fegyverzetként a bázisra Sy-125 Nyeva típusú légvédelmi rakétarendszert telepítettek. 1996-ban a fegyverzetet leszerelték, majd kiürítették a bázist. Sajnálatos módon a területen szinte azonnal megjelentek a fémgyűjtők, akik néhány hét alatt elhordtak minden hasznosíthatót; jelenleg már csak a beton fedezékek állnak az egykori bázis helyén.
1985-ben a település északnyugati területei (Herceghalom, Kozárom, Móriczmajor, Simontanya) Herceghalom néven különváltak Biatorbágytól.
A rendszerváltást követően megélénkült helyi szolgáltatóiparnak és kereskedelemnek köszönhetően indult be a település komolyabb fejlődése, amivel gazdasági szempontból felzárkózott a szomszédos Budaörshöz és Törökbálinthoz. Biatorbágy 2007. július 1-jével kapott városi rangot.

## Közélete

### Polgármesterei
- 1990–1994: Palovics Lajos (KDNP)[9]
- 1994–1998: Palovics Lajos (KDNP-FKgP)[10]
- 1998–2002: Palovics Lajos (MKDSZ-Fidesz)[11]
- 2002–2003: Palovics Lajos (MKDSZ)[12]
- 2003–2006: Dr. Palovics Lajos (Szövetség Biatorbágyért Egyesület)[13]
- 2006–2010: Dr. Palovics Lajos (Szövetség Biatorbágyért Egyesület)[14]
- 2010–2014: Tarjáni István (Fidesz)[15]
- 2014–2019: Tarjáni István János (Fidesz-KDNP)[16]
- 2019–2024: Tarjáni István (Fidesz-KDNP)[17]
- 2024– : Kocsis József (Együtt Biatorbágyért Egyesület)[1]

A településen 2003. december 28-án időközi polgármester-választást (és képviselő-testületi választást) tartottak, az előző képviselő-testület önfeloszlatása miatt. A választáson az előző polgármester is elindult, és megerősítette pozícióját.

## Népesség
A település népességének változása:
| Lakosok száma | 7176 | 9523 | 12 310 | 12 723 | 12 767 | 13 132 | 13 528 | 14 749 | 15 002 | 15 338 |
|               | 1990 | 2005 | 2011   | 2014   | 2015   | 2017   | 2018   | 2021   | 2022   | 2024   |

A 2011-es népszámlálás során a lakosok 87,7%-a magyarnak, 5,1% németnek, 0,6% románnak, 0,2% szerbnek mondta magát (12,2% nem nyilatkozott; a kettős identitások miatt a végösszeg nagyobb lehet 100%-nál). A vallási megoszlás a következő volt: római katolikus 33,7%, református 15,7%, evangélikus 1,1%, görögkatolikus 0,6%, felekezeten kívüli 18,5% (27,9% nem nyilatkozott).
2022-ben a lakosság 86,5%-a vallotta magát magyarnak, 3,5% németnek, 0,2% cigánynak, 0,2% románnak, 0,1-0,1% szerbnek, lengyelnek, görögnek, szlováknak, ukránnak és horvátnak, 5,6% egyéb, nem hazai nemzetiségűnek (13,2% nem nyilatkozott; a kettős identitások miatt a végösszeg nagyobb lehet 100%-nál). Vallásuk szerint 26,8% volt római katolikus, 11,4% református, 1,4% evangélikus, 1% görög katolikus, 0,2% ortodox, 0,1% izraelita, 2% egyéb keresztény, 0,6% egyéb katolikus, 16% felekezeten kívüli (40,3% nem válaszolt).

## Nevezetességei
A település leghíresebb építménye a ma már használaton kívüli kettős vasúti völgyhíd, mely két különálló, egyvágányú hídszerkezetből áll. Érdekessége a merényleten kívül, hogy ma már nincs Magyarországon másik völgyhíd kétvágányú vonalon. (Bicske és Szár állomások között volt még egy kisebb (vágányonként 2×40 méteres), hasonló völgyhíd a Váli-víz felett Óbarok és Újbarok határában, de azt az 1930-as évek elején: a Kandó-féle villamosítás előtti nyomvonal-korrekciókor elbontották.)
- Nyakaskő és környéke
- Sándor-Metternich-kastély, ma iskola
- Szily-kastély: a 17. században épült, jelenleg iskola és egy része üres
- Szent Vendel-kápolna (avagy az iharosi Szily-sírkápolna) (47°27'38.61"É – 18°50'36.25"K)
- Torbágyi Szentháromság-szobor: az 1739-es pestisjárvány emlékére lett emelve.
- Biai Szentháromság-szobor: eredetije 1760-ban Házl Ádám uradalmi ispán által állíttatva, 1873-ban Juhász Mihály és felesége oszlopra emeltette. (47°27'55.80"É – 18°48'28.46"K)
- Szent Anna római katolikus templom: 1863-ban készült el.
- Biai református templom.
- Szent Kereszt-templomrom a biai református temetőben
- Az Iharos – egy nem bizonyított állítás szerint Árpád vezér a honfoglalás idejében itt vadászott.
- Az Ürge-hegy: természetvédelmi terület.
- Kaptárkövek – Hármas-szikla (47°27'34.99"É – 18°51'11.95"K)

## Sport
- Viadukt SE

## Testvérvárosai
- Herbrechtingen, Németország (1989)
- Gyergyóremete, Románia (2001)
- Kiti, Ciprusi Köztársaság (2004)
- Alistál, Szlovákia (2012)
- Nagydobrony, Ukrajna (2013)

## Ismert és híres biatorbágyiak
Biatorbágyon született:
- Főglein Antal (1876–1964) országos főlevéltárnok
- Juhász Ferenc költő (1928. augusztus 16-án született Bián) és testvére,
- Juhász Gyula történész és akadémikus (1930. szeptember 11-én született Bián)
- Karikó János „pór költő”, 1851. május 19-én született Bián
- Hantai Simon, Franciaországban élt világhírű festőművész, 1922. december 7-én született Bián
- Andresz Antal (Debri) zenész
- Andresz János keramikus
- Simon János keramikus, 1931-ben Bián született (jelenleg Németországban él)
- Vladár Endre tanszékvezető, akadémiai igazgató
- Lampert Vera zenetudós (1944. december 24-én született Torbágyon)
- Güttler Károly kétszeres olimpiai ezüstérmes mellúszó
- Hámory Imre operaénekes
- Kovácsházi István operaénekes
- Lévai Mária (1969–2018) hárfaművész, itt telepedett le és itt tanított
- Bolyki Brothers
- Harczi József költő (1937–2011)
- Biai Simon István keramikus, festőművész (1947–2013)

Biatorbágy lakói:
- Görbe Nóra magyar színésznő (leginkább a Linda című tévésorozat kapcsán lett ismert)
- Szolnoki Péter, a Bon-Bon zenekar egyik tagja
- Csejtei Tamás, a Back II Black zenekar egyik tagja
- Horváth Csaba olimpiai bajnok kenus
- Zas (Szász) Lóránt (1938–2011) költő, tudós
- Parancs János (Pusztavacs, 1937. augusztus 30. – Budapest, 1999. október 24.) magyar költő, műfordító, szerkesztő
- Mészáros Márk senior kick-box világbajnok 2019.
- Buzás Bálint zenész, zenepedagógus, zenekarvezető itt élt a családalapításától haláláig

## Képgaléria

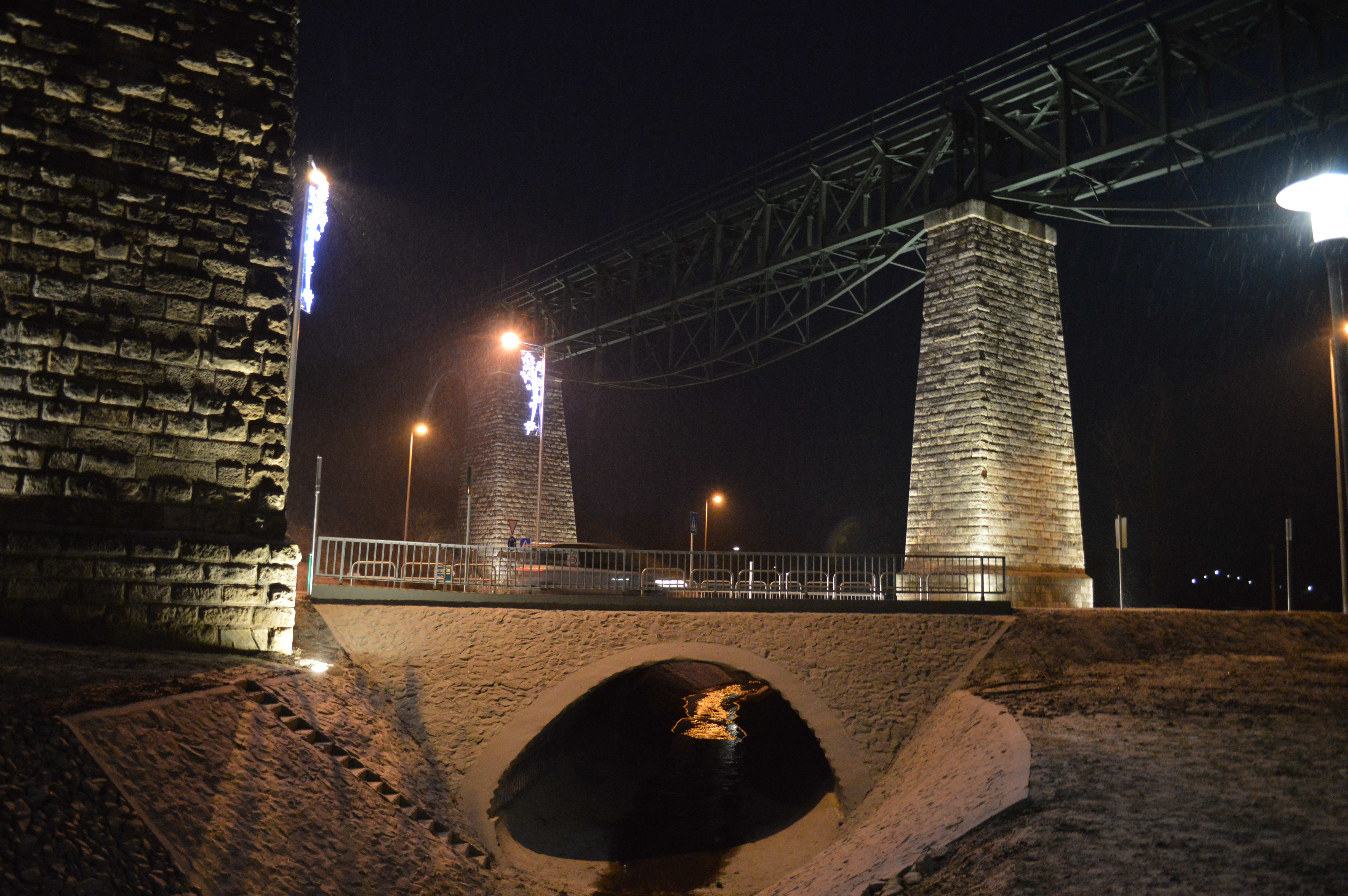
A Biatorbágyi vasúti viadukt díszkivilágítása
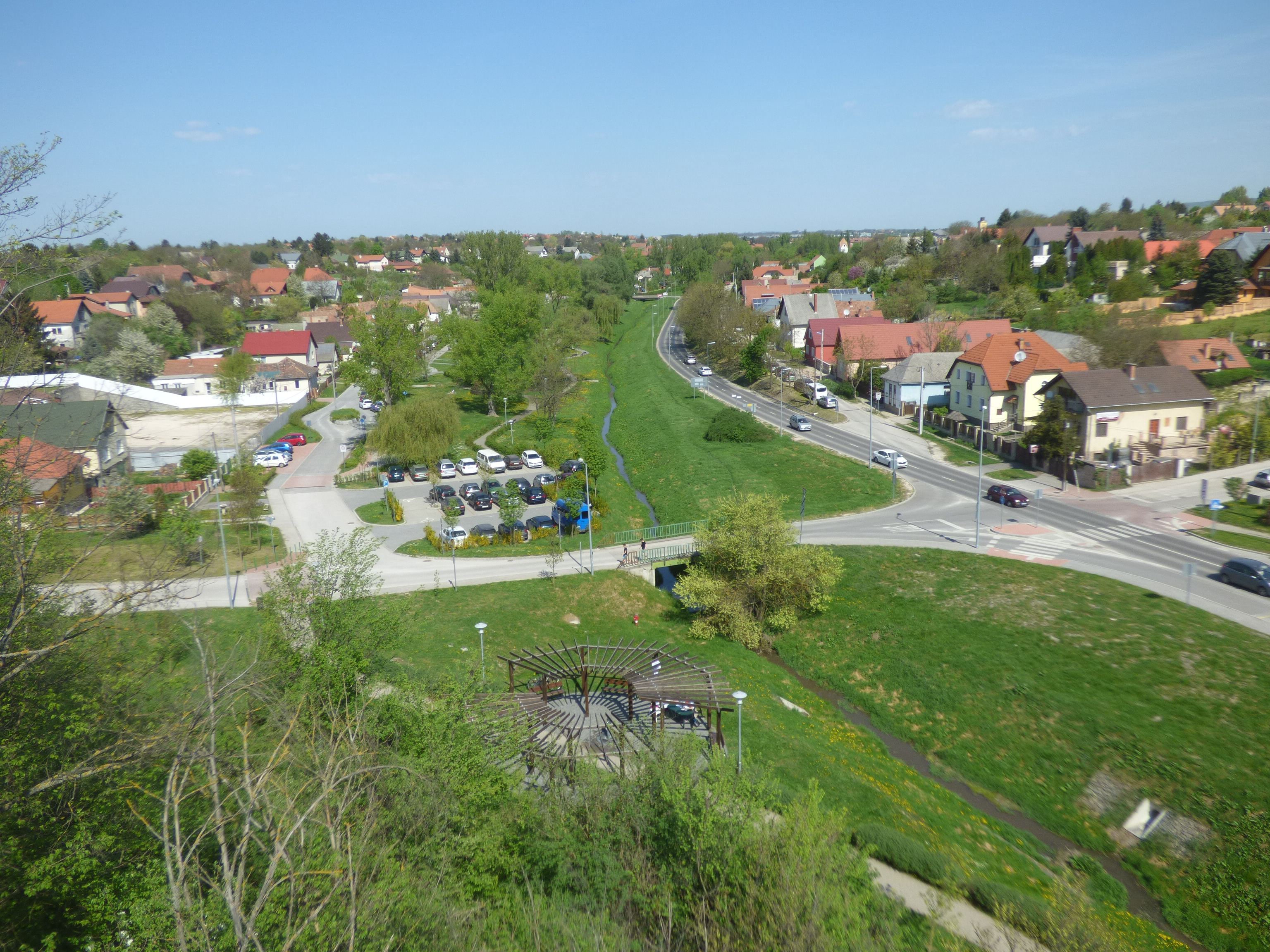
Kilátás a viaduktról a Torbágyot átszelő Fő utca felé
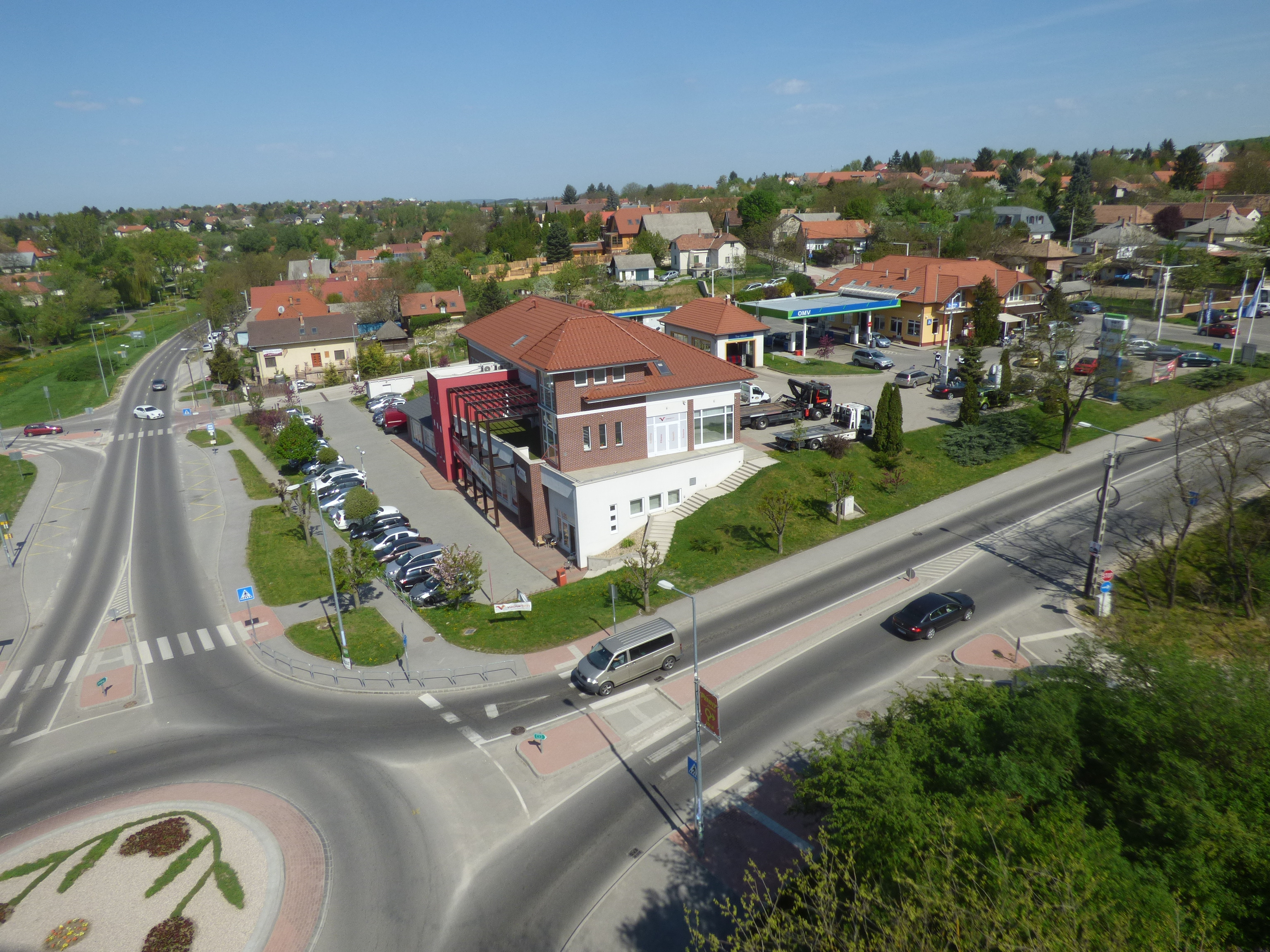
A Fő utca és az Ország út elágazása, középen a sportközpont
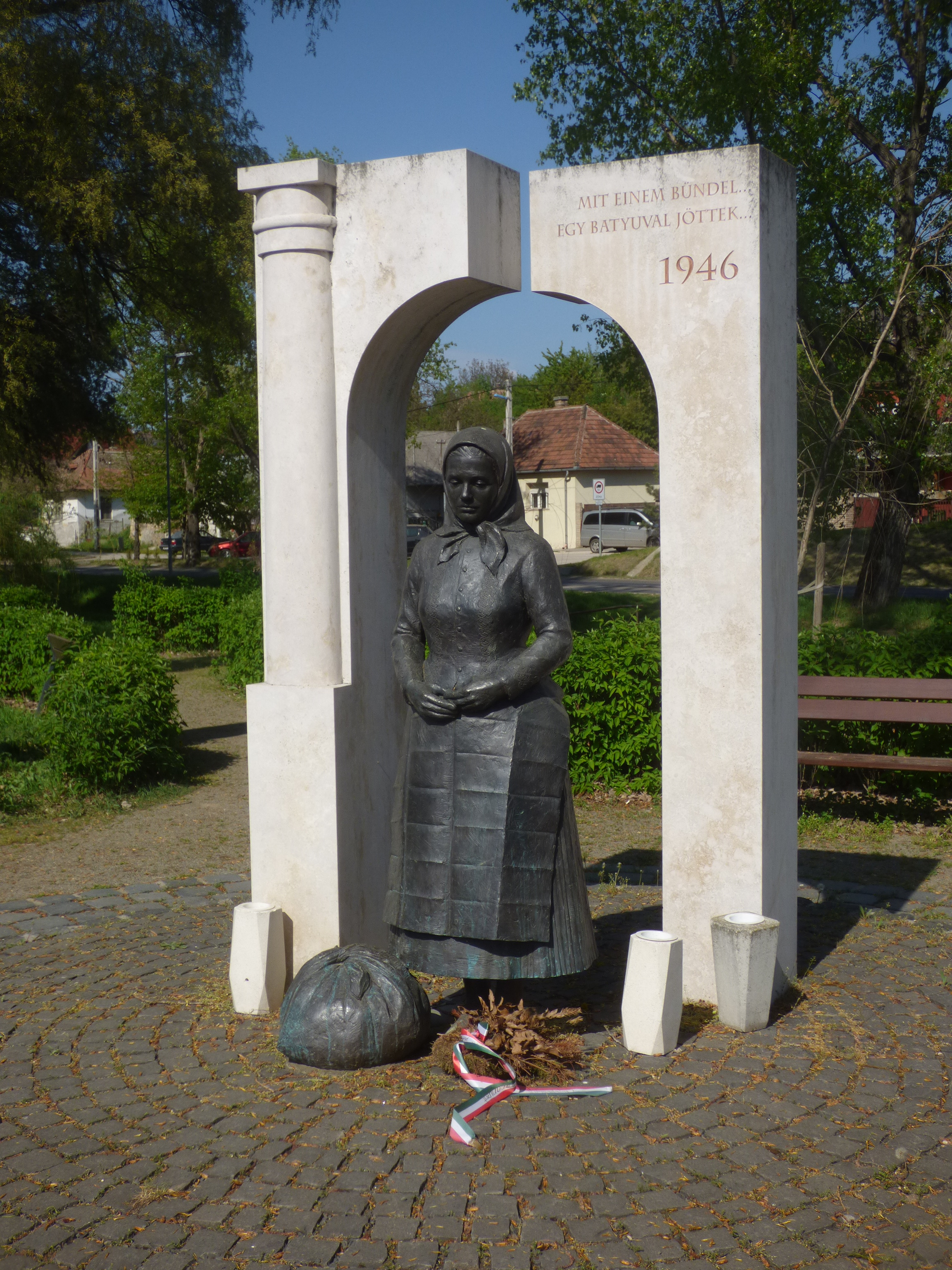
Torbágy kitelepítési emlékműve (Lelkes Márk, 2014)
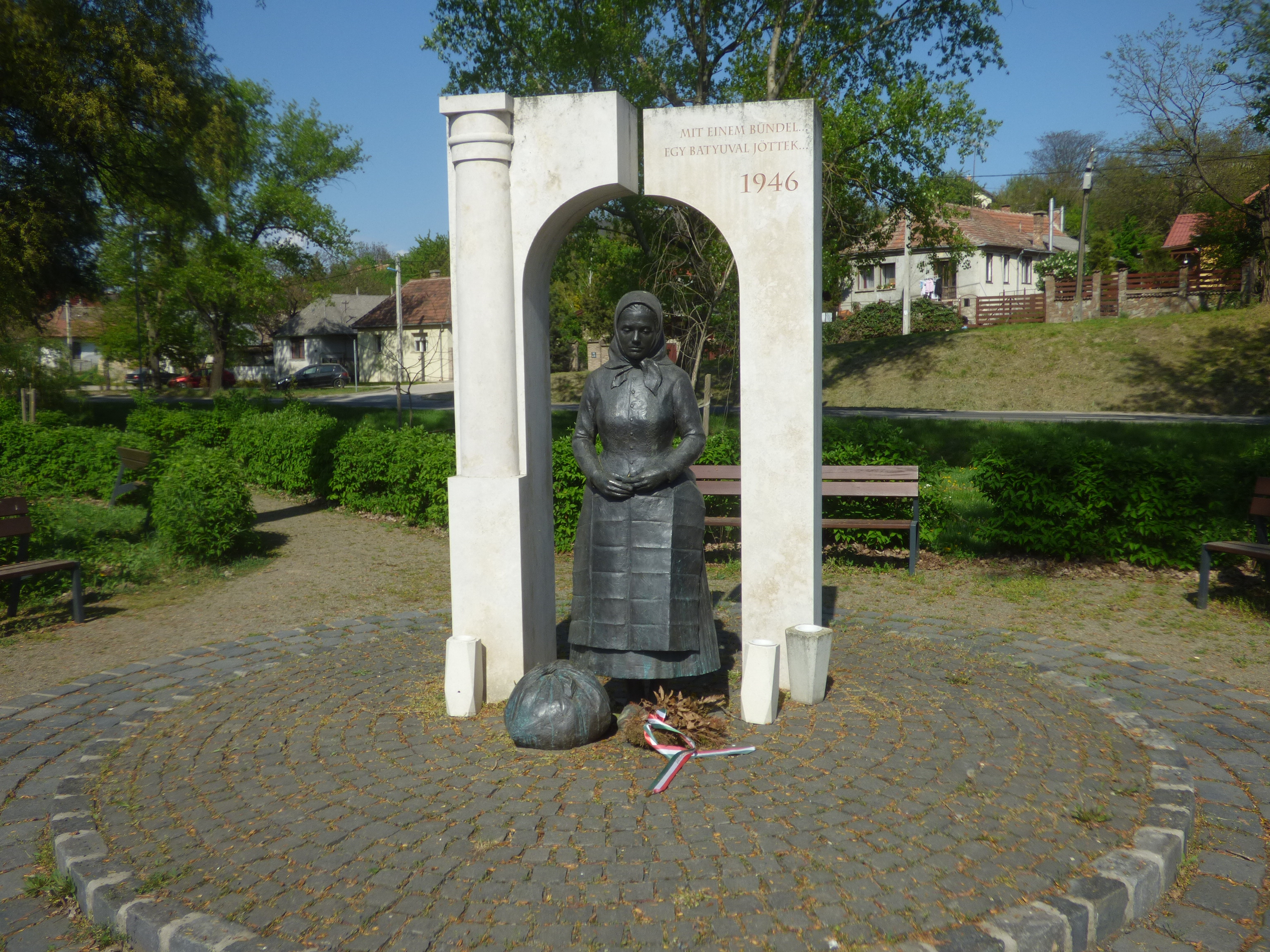
A kitelepítési emlékmű jellegzetes torbágyi házak között, a Füzes-patak völgyében